# 旭丘高等学校 (神奈川県)
旭丘高等学校（あさひがおかこうとうがっこう）は、神奈川県小田原市にある私立の高等学校。

## 沿革
- 1902年　新名百刀が裁縫手芸編物伝習所として創立
- 1943年　財団法人新名学園設立
- 1951年　財団法人を解散し、学校法人新名学園設立
- 1953年　普通科課程を併設
- 1956年　旭丘女子高等学校に改称
- 1959年　旭丘高等学校に改称
- 1961年　商業科を併設
- 1999年　男女共学制実施、教育目標改定
- 2000年　第二校地の土地を購入開始
- 2002年　総合学科開設、創立100周年
- 2025年　リーダーズアカデミークラス新設[1]
- 2025年　水野浩元学校長から堀内文兵学校長に変わる[2]

## 校歌
- 旭丘高校の校歌は、この高校が女子校だった時代に作られた背景から、全体的にキーが高めである。作詞・作曲 米山正夫。

## 設置学科
- 普通科(普通科・クリエイティブ)
- 総合学科(大学進学・進路探求・ベーシック・スポーツ進学・国際科・リーダーズアカデミー[3])

## 蓮池化問題
校舎は小田原城史跡内に建設されている。もともと現在の小田原市民会館のところに校舎があったのだが、市が市民会館を建設するに当たり、学校側に校舎移転の要求をし、学校側が受け入れた結果、現在の校地に移った。
1990年代前半、小田原市が現在の校地を江戸時代末期の状態に復元するために「蓮池」にするという構想を発表。これに対して高校側は、市の都合により現在地に学校が建てられた経過を踏まえるとともに、耐震度調査から校舎の危険性が高いことなどから建て替えの緊急性があること、また、仮に高校側が移転するにしても何ら補償をする意思のない市に対して、旭丘高校の教育権を守り、また史跡も重要であるとの立場から、景観や史跡に配慮した校舎建て替え計画を策定した。この計画を実現するために、全校を挙げて取り組み、小田原市に対して校舎建て替えの署名運動を行った。文化庁とも協議をもち、その結果、小田原市はこの構想を凍結するという対応をとり、蓮池化は免れ、新しい校舎の建て替えが実現した。

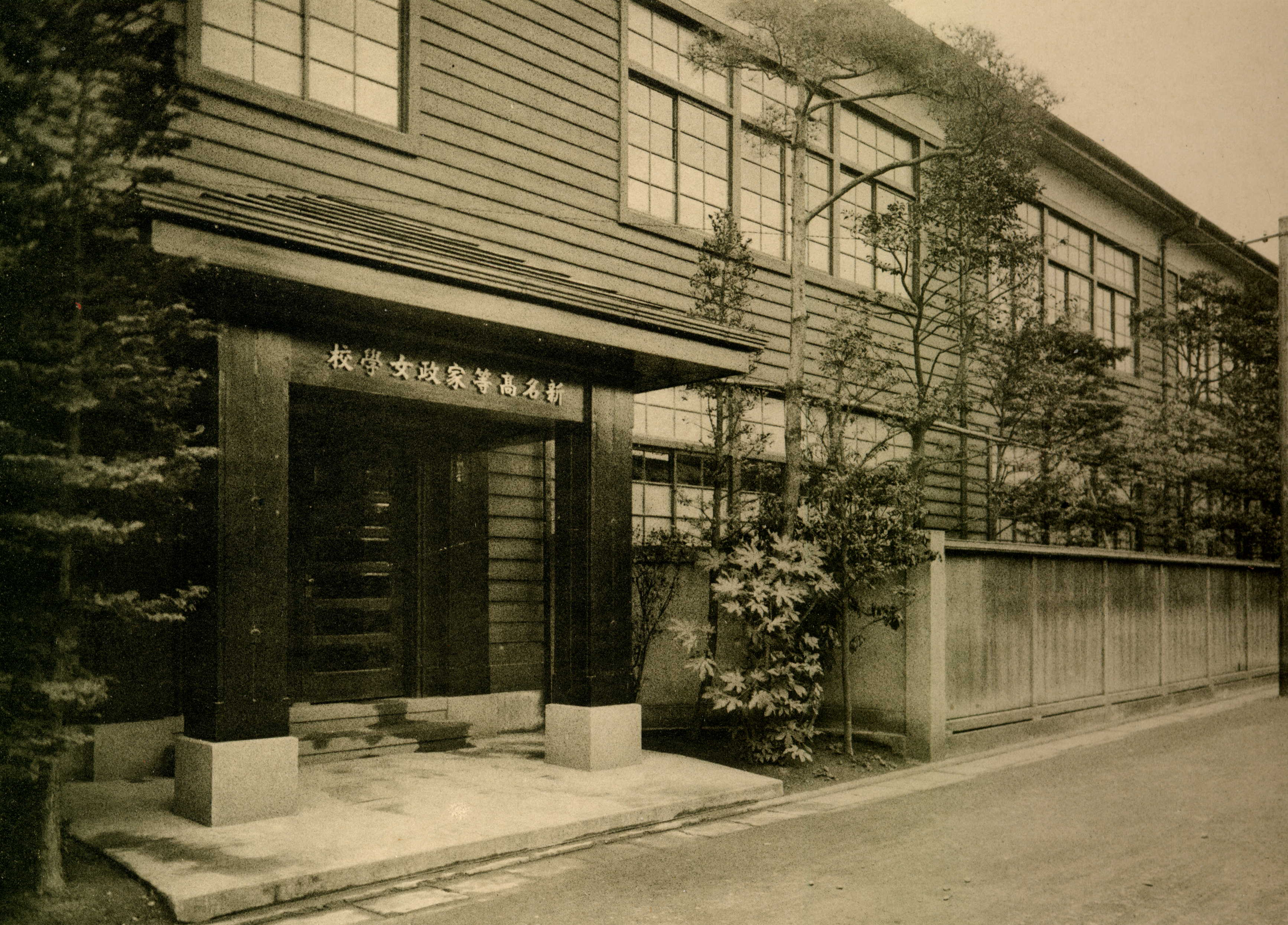
新名高等家政女学校1940年（昭和15年）

## 学則
学則（校則）では、旭丘高等学校の目的を次のように定めている。
本校は、教育基本法及び学校教育法に基づき、中学校における教育の基礎の上に、心身の発達に応じて高等普通教育（及び専門教育）を施すことを目的とする。（第1条）
制服に関しては、次のように定められている。
本校の「服装等に関する規定」は、「教育目標の達成を目指す学校生活に反するようなものでないこと」を原則とし、
1. 安全かつ清潔であること
2. 活発に活動するのに支障のないものであること
3. 華美に流れず質素なものであること

の3つの条件を満たした、学ぶものにふさわしい品位のあるものであることを条件とし、これを定める。
服装等に関する規定ではこの他に、
- ニットベストは年間を通して、標準ワイシャツ着用の上、着用してよいこと。
- 冬服の期間のみの、カーディガンの着用。ブルゾン、パーカー、カーディガンの着用の禁止。
- 染髪、脱色、パーマネント、マニキュア、ピアス、喫煙の禁止。

などを定めている。
旭丘高等学校の教育目標は、児童の権利に関する条約（子どもの権利条約）を基調としている。

## 平和教育
当校は「平和教育」を重視している。2年の「総合学習」の時間では、年間テーマを「平和」として学習している。2年次の修学旅行では原子爆弾が投下された長崎を訪れている。8月9日には、原爆により亡くなられた方の冥福、被爆によって病気を抱えながら生活されている被爆者に思いを寄せながら、また二度と原爆が使用されない平和な社会をつくるために何が出来るかを考えるために、「平和集会」が開かれている。「文化祭」は、修学旅行直後に行われるので、2年生の各ホームルームは「平和」や「長崎」をテーマにした展示、発表、を行うことは出来る。

## 学校生活

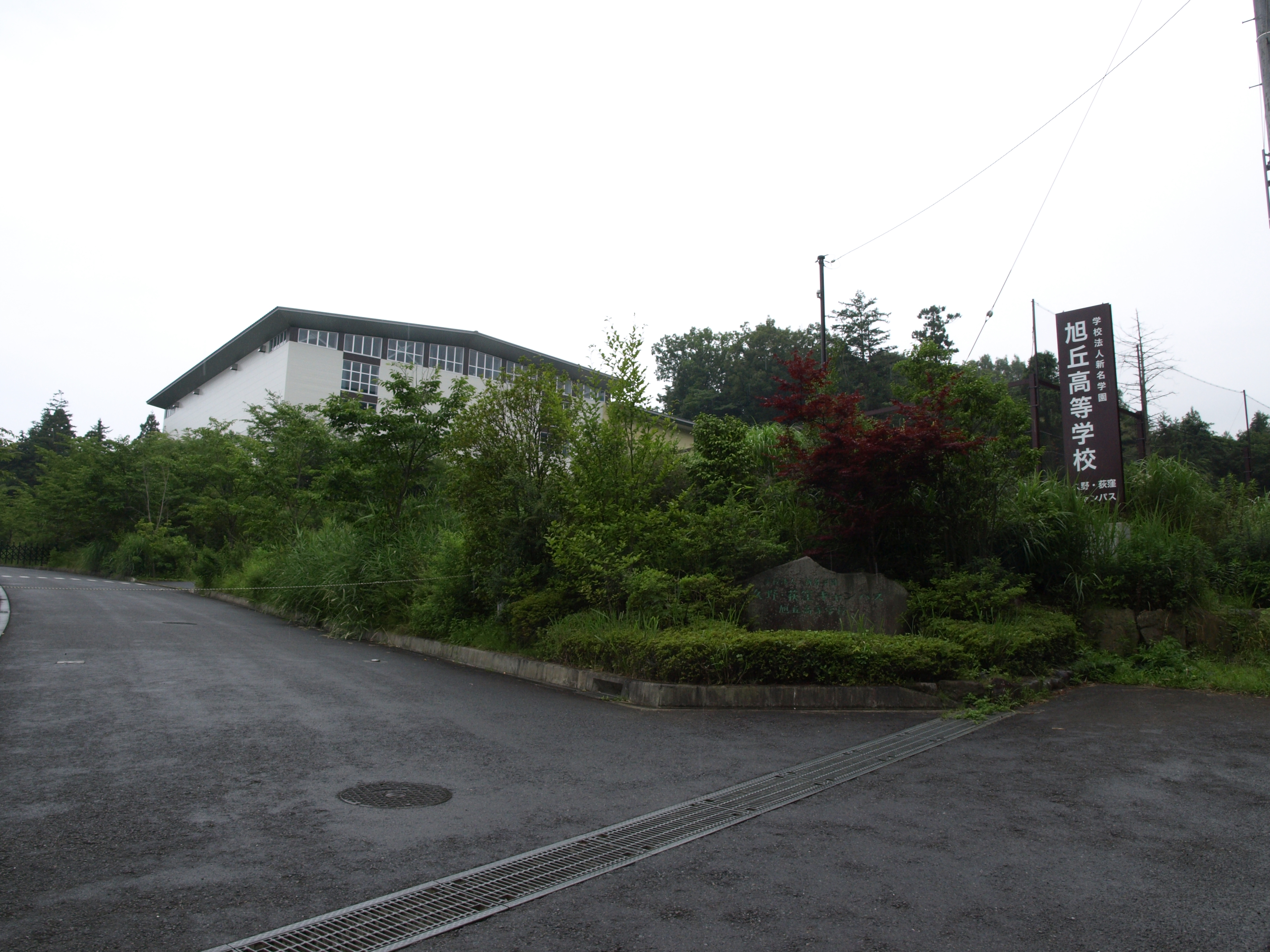
第二校地

- 自治の力を生徒に身につけさせることを目的の一つとして、朝礼・終礼は、その日の日直班が司会を務める。日直班が出席確認を行い、出席確認後は職員室にある黒板の所定の欄に出席状況を記す。欠席・遅刻した人数がある一定の数を越えると、終礼前に教務部に欠席・遅刻した生徒の氏名や、欠席・遅刻した理由を本人に確認を取り、報告を行う。その際、翌日の出席目標も報告する。
- 総合学科は学年により違うが、週3 - 4日を第二校地で、週1 - 2日を第一校地で学んでいる[4]。第二校地は、運動部の練習場所としても利用されることがある。
- 第二校地へのスクールバスに乗り遅れた者は、第一校地へ直接登校し遅刻の手続きを受けて教師のワゴン車などの乗用車で第二校地へ向かうが、稀にタクシーや徒歩で第二校地へ行く者もいる。

## 交通
- 第一校地は、小田原駅（新幹線・東海道線 (JR東日本)・小田急小田原線・小田急箱根鉄道線・伊豆箱根鉄道大雄山線）東口から小田原城に向かい徒歩5分。
- 第二校地は、小田原駅西口から伊豆箱根バス小91系統に乗車して約20分、終点・旭丘高校第2校地で下車。

## 著名な出身者
- 上原さくら（タレント）
- 阿武剋一弘（大相撲力士）
- 旭海雄蓮（大相撲力士）
- 小池葵
- 熊沢千絵 ※堀越高等学校へ編入のため中退
- 汐野杏奈（声優）